# Айзекс, Руфус, 1-й маркиз Рединг

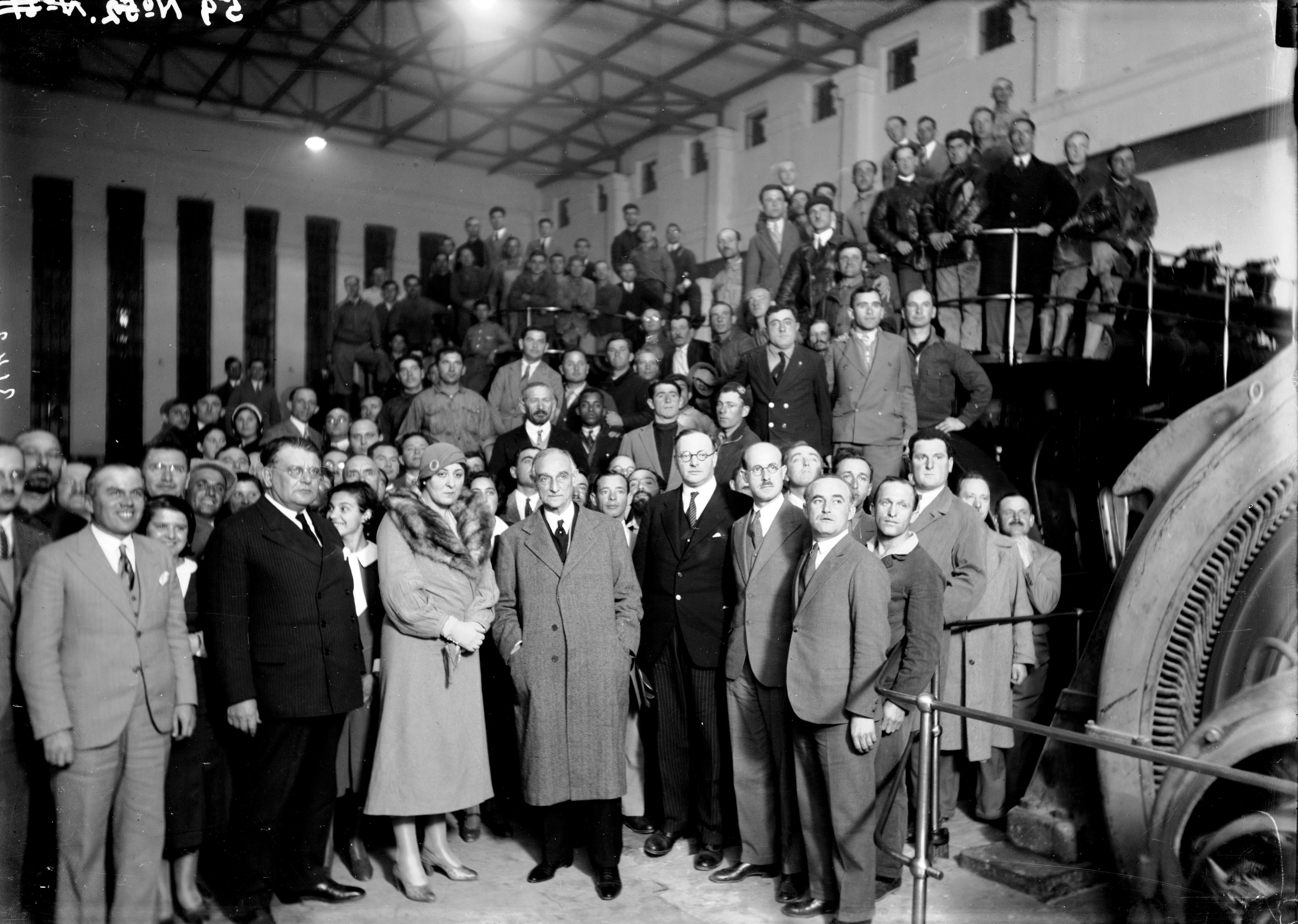
Лорд и леди Рединг на электростанции в Палестине

Руфус Дэниел Айзекс, 1-й маркиз Рединг (англ. Rufus Isaacs, 1st Marquess of Reading ; 10 октября 1860 — 30 декабря 1935) — британский юрист и государственный деятель. 19-й генерал-губернатор Индии (1921—1926).

## Биография
Сын богатого импортера фруктов Джозефа (Иосефа) Майкла Айзекса (1832—1908) и Сары Дэвис (1835—1922), племянник сэра Генри Эрона (Ахарона) Айзекса (1830—1909), шерифа Лондона и Мидлсекса (с 1887 года), лорда-мэра Лондона (с 1889 года). В 1887 году после окончания в Лондонском университете колледжа был зачислен в коллегию адвокатов и вскоре стал крупнейшим специалистом в области финансового права. Тогда же присоединился к либеральной партии, быстро выдвинулся в число её активных деятелей и в 1904 году от этой партии был избран в британский парламент, членом которого оставался до 1913 года.
С 1910 года Рединг на государственной службе, вначале на высших должностях в судебной системе страны — генеральный солиситор (заместитель министра юстиции, защищающий интересы государства в судебных процессах), атторней-генерал (главный юрисконсульт кабинета министров и его член), в 1913-21 годах — лорд-главный судья (что, примерно, соответствует должности верховного судьи).
В 1910 году стал рыцарем-бакалавром и получил право на титул сэр, в 1911 году стал командором Королевского Викторианского ордена.
В годы Первой мировой войны служил в дипломатическом ведомстве и трижды посетил США с ответственными поручениями правительства: в 1915 году как глава англо-французской миссии для ведения переговоров о предоставлении странам Антанты займа в 500 млн долларов; в 1917 году как британский посол с заданием ускорить вступление США в войну на стороне Антанты; в 1918 году в качестве верховного британского резидента в США и посла с чрезвычайными полномочиями Рединг добился немедленной отправки на французский театр военных действий полумиллионной американской армии.
В 1914 получил пэрский титул барон Рединг, виконт Рединг — в 1916, граф Рединг — в 1917.
В 1915 стал рыцарем большого креста Ордена Бани, в 1921 году, при назначении на должность вице-короля Индии стал рыцарем-великим командором Ордена Звезды Индии и Ордена Индийской Империи. До 1926 года был вице-королём Индии, где в рамках реформ Монтегю—Чемсфорда, начатых в 1918 году, ему удалось создать в большинстве провинций этой страны органы местного самоуправления и добиться улучшений в сельском хозяйстве и жилищном строительстве. Поскольку не в его силах оказалось остановить рост антибританских настроений, ослабить напряженность в отношениях между индуистской и мусульманской частями населения и привлечь тех и других к сотрудничеству с британской администрацией, он распорядился арестовать в 1921 году двух мусульманских лидеров, в 1922 году — Махатму Ганди (за организованную им кампанию гражданского неповиновения), а также использовать войска против мусульманских экстремистов в Мадрасе и насильственных выступлений сикхов в Пенджабе.
По возвращении в Англию в 1926 году получает титул маркиз Рединг и становится единственным евреем, удостоенным такого высокого титула в пэрстве. Он возглавляет крупные коммерческие компании и остаётся одной из ведущих фигур в либеральной партии. В 1931 году он недолго (август-ноябрь) был министром иностранных дел в коалиционном правительстве Дж. Макдональда.
Рединг деятельно участвовал в жизни еврейской общины, был членом многих благотворительных и просветительских учреждений лондонских евреев. В 1933 году он отреагировал на приход нацистов к власти в Германии демонстративной отставкой с поста президента Англо-Германской ассоциации, а позднее в речи в палате лордов привлёк внимание британской общественности к преследованиям евреев нацистами. С 1923 года и до конца жизни Рединг был председателем правления Палестинской электрической компании (его именем названа электростанция в Тель-Авиве). В 1932 году он посетил Палестину и выразил восхищение ходом еврейского заселения страны. В 1946 году он был у истоков создания Международного совета христиан и евреев (ICCJ), которое состоялось на конференции «Свобода, справедливость, ответственность» в Оксфорде.

## Семья
Руфус Айзекс был дважды женат. 8 декабря 1887 года он женился первым браком на Элис Эдит Коэн (1866 — 30 января 1930), дочери Альберта Коэна, лондонского коммерсанта, и его жены Элизабет. У супругов родился один сын:
- Джеральд Руфус Айзекс, 2-й маркиз Рединг (10 января 1889 — 19 сентября 1960), преемник отца

Элис Эдит страдала хронической физической инвалидностью и умерла от рака в 1930 году, после более чем сорока лет брака. Больница Леди Рединг в Пешаваре была названа в её честь.
6 августа 1931 года Руфус Айзекс женился вторым браком на Стелле Шарно (6 января 1894 — 22 мая 1971), дочери Шарля Шарно, директора табачной монополии Османской империи. Стелла была секретаршей первой леди Рединг. Его второй брака продлился до его собственной смерти в 1935 году. После его смерти Стелла Айзекс была назначена дамой-командором Ордена Британской империи в 1941 году, затем была повышена до дамы Большого Креста этого ордена в 1944 году, а затем в 1958 году стала пожизненной пэрессой в качестве баронессы Суонборо из Суонборо в графстве Сассекс.